# Bord-Saint-Georges
Bord-Saint-Georges é uma comuna francesa na região administrativa da Nova Aquitânia, no departamento de Creuse. Estende-se por uma área de 32,5 km². Em 2010 a comuna tinha 361 habitantes (densidade: 11,1 hab./km²).